# Абдуллаев, Эльшан Мубариз оглы
Эльшан Мубариз оглы Абдуллаев (азерб. Abdullayev Elşən Mübariz oğlu; род. 5 февраля 1994, Сумгаит) — азербайджанский футболист, нападающий клуба «Сумгаит».

## Биография
17 февраля 2012 года состоялся дебют 17-летнего Абдуллаева в премьер-лиге Азербайджана в основном составе бакинского «Нефтчи». В той игре команда Эльшана победила команду «Сумгаит» со счётом 3:0. Абдуллаев провёл на поле 15 минут.
Начиная с сезона 2013 года защищает цвета команды азербайджанской премьер-лиги — «Сумгаит» из одноимённого города. Дебютировал в составе сумгаqsтцев 4 августа 2013 года в матче 1-го тура 22 чемпионата Азербайджана против ленкоранского «Хазара».
Дебютировал в составе юношеской сборной Азербайджана до 17 лет 26 октября 2009 года в матче отборочного раунда чемпионата Европы против сборной Сербии.

## Достижения
- Обладатель Кубка Азербайджана: 2012/13 (в составе клуба «Нефтчи» Баку)[8]